# Ноябрь 2016 года

Список событий ноября 2016 года.

## События
- 1 ноября
  - Четвёртый энергоблок Белоярской АЭС с реактором на быстрых нейтронах БН-800 сдан в промышленную эксплуатацию[1].
- 2 ноября
  - В Японии с площадки LA-Y1 космодрома Танэгасима произведён успешный запуск ракеты-носителя H-IIA с метеорологическим спутником Химавари-9 на борту[2].
  - В Большом театре объявили лауреатов премии «Ясная Поляна», в номинации «XXI век» победили Наринэ Абгарян и Александр Григоренко[3].
  - В Южной Корее назначены новые премьер-министр и глава Минфина на фоне скандала с вокруг президента Пак Кын Хе, которую обвиняют в том, что она позволила шарлатанам влиять на политический курс Сеула[4].
- 3 ноября
  - В Китае с космодрома Вэньчан произведён успешный запуск самой мощной китайской ракеты-носителя «Чанчжэн-5», которая вывела на орбиту экспериментальный спутник «Шицзянь-17»[5].
  - Лауреатом Гонкуровской премии стала писательница Лейла Слимани за книгу «Сладкая песнь»[6].
  - Верховный суд Великобритании постановил, что без одобрения парламента правительство не может объявить о введении в действие статьи 50 Лиссабонского договора, запускающей процедуру выхода из Евросоюза[7].
- 7 ноября
  - В Москве на Красной площади прошёл торжественный марш, посвященный историческому параду 7 ноября 1941 года[8].
- 8 ноября
  - В США прошли Всеобщие выборы, на которых избирались Президент, Вице-президент, все 435 членов Палаты представителей, 34 из 100 сенаторов Конгресса, губернаторы в 12 штатах и двух территориях (Пуэрто-Рико и Американское Самоа), а также мэры в 15 крупных городах[9]. Дональд Трамп одержал победу над Хилари Клинтон по полученному количеству голосов коллегии выборщиков, несмотря на то, что уступил ей по количеству отданных за него голосов избирателей[10]. Республиканцы сохранили контроль над Конгрессом США[11].
  - Премьер-министр Индии Нарендра Моди без предварительных уведомлений объявил, что с полуночи 9 ноября купюры номиналом в 500 и 1000 рупий будут выведены из финансовой системы страны[12].
- 10 ноября
  - Мосгорсуд признал законной блокировку социальной сети LinkedIn на территории России в связи с нарушением закона о локализации персональных данных[13].
- 11 ноября
  - Обама приказал Пентагону ликвидировать главарей «Джабхат ан-Нусры»[14].
- 12 ноября
  - Федеральная служба безопасности России объявила о задержании группы граждан стран Центральной Азии, планировавших совершить серию терактов в Москве и Санкт-Петербурге.[15]
- 13 ноября
  - Второй тур выборов президента Молдавии[16]. Победу одержал лидер социалистов Игорь Додон[17].
  - Второй тур президентских выборов в Болгарии[18]. Победу одержал лидер социалистов Румен Радев[19].
- 14 ноября
  - Драматические события в посёлке Струги Красные в Псковской области: два 15-летних подростка открыли из частного дома огонь по наряду полиции, после нескольких часов противостояния подростки были обнаружены мёртвыми[20].
- 15 ноября
  - Министр экономического развития России Алексей Улюкаев задержан по подозрению в получении взятки[21]. Президент России освободил Алексея Улюкаева от занимаемой должности в связи с утратой доверия[22].
- 16 ноября
  - Президент РФ Владимир Путин издал распоряжение, согласно которому Россия отказывается быть участником Римского статута Международного уголовного суда[23].
- 17 ноября
  - Произведена отстыковка китайского космического корабля «Шэньчжоу-11» с двумя членами экипажа на борту от орбитальной лаборатории «Тяньгун-2».[24].
  - С космодрома Байконур произведён успешный запуск[25] и вывод на орбиту Земли[26] пилотируемого космического корабля «Союз МС-03» с тремя участниками 50/51 экспедиций Международной космической станции. В составе экипажа корабля космонавты: Олег Новицкий (Роскосмос), Тома Песке (ЕКА) и Пегги Уитсон (НАСА).
  - Ракетой-носителем Ариан-5, стартовавшей с космодрома Куру, на орбиту были выведены четыре очередных спутника навигационной системы Галилео[27].
  - Еврокомиссия завершила расследование в отношении проекта строительства АЭС «Пакш-2» в Венгрии с участием России, сняв все препятствия для его дальнейшего развития[28].
- 18 ноября
  - Спускаемая капсула пилотируемого китайского космического корабля «Шэньчжоу-11» с двумя тайконавтами успешно приземлилась на территории Внутренней Монголии[29].
  - Прокуратура Черногории назвала имена россиян, которые подозреваются в покушении на премьер-министра Мило Джунаковича и попытке государственного переворота после парламентских выборов[30].
- 19 ноября
  - Десятки тысяч человек начали протестный марш в столице Малайзии с требованием отставки премьер-министра страны Наджиба Разака из-за финансового скандала, связанного с фондом 1MDB[31].
  - Состоялся успешный запуск спутника GOES-R ракетой-носителем Атлас V 541 со стартового комплекса SLC-41 на мысе Канаверал во Флориде[32].
- 20 ноября
  - Сошёл с рельсов пассажирский поезд Индор — Патна в индийском штате Уттар-Прадеш, количество погибших достигло 120 человек[33].
  - Экипаж пилотируемого космического корабля «Союз МС-03» в составе россиянина Олег Новицкий, американки Пегги Уитсон и астронавта Европейского космического агентства Тома Песке перешёл на борт МКС[34].
  - Джимми Джонсон в седьмой раз в карьере стал чемпионом Национальной ассоциации гонок серийных автомобилей[35].
- 21 ноября
  - Бывший президент Франции Николя Саркози проиграл в первом туре праймериз правоцентристов и заявил о своём уходе из политики[36].
  - Папа римский разрешил всем католическим священникам отпускать грех аборта[37].
- 22 ноября
  - В Японии была приостановлена работа системы охлаждения топлива АЭС «Фукусима-2» из-за мощного землетрясения с магнитудой 7,4[38].
  - Компания Tesla объявила о завершении проекта по полному переключению острова в Американском Самоа с дизельного топлива на солнечные батареи[39].
  - С космодрома Сичан, с помощью ракеты-носителя Чанчжэн-3В произведён успешный запуск четвёртого китайского спутника связи Тяньлянь 1, предназначенного для слежения и ретрансляции данных пилотируемых миссий Шэньчжоу[40].
- 23 ноября
  - Апелляционный суд Парижа вынес решения о снятии арестов с французских активов Федеральных государственных унитарных предприятий ФГУП «Космическая связь», «Госзагрансобственность» и РАМИ «РИА Новости», включая дебиторскую задолженность, арестованных ранее на основании исков бывших акционеров компании ЮКОС[41].
- 24 ноября
  - Суд отправил обезглавившую ребёнка няню Бобокулову в психлечебницу[42].
  - Европарламент призвал заморозить переговоры о вступлении Турции в ЕС[43].
- 25 ноября
  - Умер Фидель Кастро[44].
- 28 ноября
  - В Колумбии разбился самолёт, на борту которого был 81 человек, в том числе члены бразильского футбольного клуба «Шапекоэнсе». Погибли 76 человек, 5 человек ранены[45].
- 29 ноября
  - В Таиланде новым королём стал единственный сын покойного короля Пумипона Адульядета — 64-летний Маха Вачиралонгкорн[46].
  - В Сирии правительственные войска полностью освободили 14 кварталов в восточном Алеппо[47].
- 30 ноября
  - Магнус Карлсен (Норвегия) в матче за звание чемпиона мира по шахматам с претендентом Сергеем Карякиным (Россия) отстоял титул чемпиона мира[48].